# Inoughissen
Inoughissen (em árabe: اينوغيسن) é uma cidade localizada na província de Batna, no noroeste da Argélia. Em 2008, sua população era de 3 484 habitantes.